# غابريليوس لاندسبيرجيس
غابريليوس لاندسبيرجيس (مواليد 7 يناير 1982) هو سياسي ليتواني وعضو سابق في البرلمان الأوروبي  ورئيس حزب اتحاد الوطن منذ 2015.